# Nezdřev
Nezdřev (deutsch Nedrew) ist eine Gemeinde mit 117 Einwohnern in Tschechien. Sie liegt 12 Kilometer westlich von Blatná und gehört zum Okres Plzeň-jih. Die Katasterfläche beträgt 311 ha.

## Geographie
Hradiště befindet sich in 528 m ü. M. westlich des Hradištský potok in einer Teich- und Hügellandschaft in Westböhmen. Im Nordwesten des Dorfes liegt der 559 m hohe Holý vrch.
Nachbarorte sind Polánka im Norden, Hradiště im Nordosten, Zahorčičky im Osten, Bezděkov im Süden, Nová Ves im Westen sowie Řesanice im Nordwesten.

## Geschichte
Die erste urkundliche Erwähnung von Nezdřev stammt aus dem Jahre 1412.

## Sehenswürdigkeiten
- Kapelle
- Čertův hrad zwischen Nezdřev und Nová Ves, ein Haufen von Felsblöcken, die der Sage nach der Teufel dort abgelegt hat, um sich eine Burg zu errichten. Am Wege befindet sich am Teich eine kleine Kapelle.

## Gemeindegliederung
Für die Gemeinde Nezdřev sind keine Ortsteile ausgewiesen.